# Сэй, Жан-Батист
Жан-Батист Сэй (фр. Jean-Baptiste Say, произносится: [ʒãbatist sɛ]; 5 января 1767, Лион — 15 ноября 1832, Париж) — французский экономист, представитель классической школы политэкономии. Дед Леона Сэя, также французского экономиста.

## Биография
Родился в 1767 г. в Лионе, в семье купца-гугенота. Впоследствии ему самому пришлось управлять хлопчатобумажной фабрикой на севере Франции. В молодости он работал на страховую компанию, затем редактором журнала. Сэй вступил волонтёром в армию после Французской революции 1789 г., затем был редактором журнала. В 1799 г. он назначен членом Комитета финансов.
В 1803 г. опубликовал «Трактат политической экономии, или Простое изложение способа, которым образуются, распределяются и потребляются богатства», где изложил гипотезу, что перепроизводство товаров и экономические кризисы невозможны. Производство приносит доходы, на которые покупаются товары соответствующей стоимости. Совокупный спрос в экономике всегда равен совокупному предложению (Закон Сэя). Важность Сэя заключалась в популяризации идей Адама Смита и призыве к сохранности акцента на полезности и спросе, а не на затратах и предложении.
Книга привлекла внимание публики и была замечена Наполеоном. Сэй был приглашён к первому консулу для беседы по экономическим вопросам. Наполеон дал понять Сэю, что ему надо переработать «Трактат» в духе официальной политики поощрения промышленности протекционистскими мерами и всесторонним регулированием хозяйства. Сэй отказался это сделать и был вынужден подать в отставку.
После этого Сэй купил пай в текстильной фабрике, это принесло ему богатство. В 1812 году он продал свой пай в фабрике и поселился в Париже состоятельным рантье, начал читать публичные лекции по политической экономии, в 1819 году получил кафедру промышленной экономии в Национальной консерватории искусств и ремёсел. С 1830 года профессор Коллеж де Франс.
Много раз бывал в Англии и был дружен с Рикардо и Мальтусом. Был иностранным членом Петербургской академии наук.
Умер 15 ноября 1832 года.

## Экономические взгляды
В своих работах «Трактат политической экономии» (1803) и «Полный курс практической политической экономии» (1828—1829) в шести томах развивает идеи А. Смита. Сэй считает, что в процессе производства создаются не материальные блага, а услуги, и наоборот. Даже отношения между рабочим и капиталистом рассматриваются как обмен услугами.
В отличие от других классиков, Сэй выделял три фактора производства: труд, капитал и землю («Теория трёх факторов»). Эти факторы образуют «производительные фонды». С их непосредственным участием образуются все блага данной нации, а их совокупность образует основное национальное богатство. Каждый фонд оказывает «производительную услугу» при посредстве которой производятся настоящие продукты. В доходе соответственно содержатся три части соответственно производительным фондам — вознаграждение за труд, земельная рента и прибыль на капитал. Соответственно, согласно Сэю, капитал работает так же, как и человек и его деятельность должна быть вознаграждена. Процент на капитал представляет собой аналог заработной платы.
Особое внимание учёный уделял предприятиям, которые комбинируют производственные услуги с целью удовлетворения потребительского спроса, при участии предприятия осуществляется распределение благ в обществе. Одно из ключевых мест во взглядах Сэя занимает теория рынка. Он считает, что излишнее производство невозможно и является лишь следствием нехватки товаров-комплементов (благ, которые используются вместе с данным). Сэй формирует четыре основных закона рынка: чем больше рынок, тем более экстенсивным является производство и тем более прибыльным он есть для производителя, поскольку цена возрастает с ростом предложения; каждый производитель заинтересован в успехе другого, так как успех одной отрасли способствует успеху остальных, стимулируя всеобщее развитие; импорт способствует развитию обмена, так как иностранные товары можно приобрести лишь после реализации своих; те слои общества, которые ничего не производят, не приумножают богатство экономики, но разоряют его.

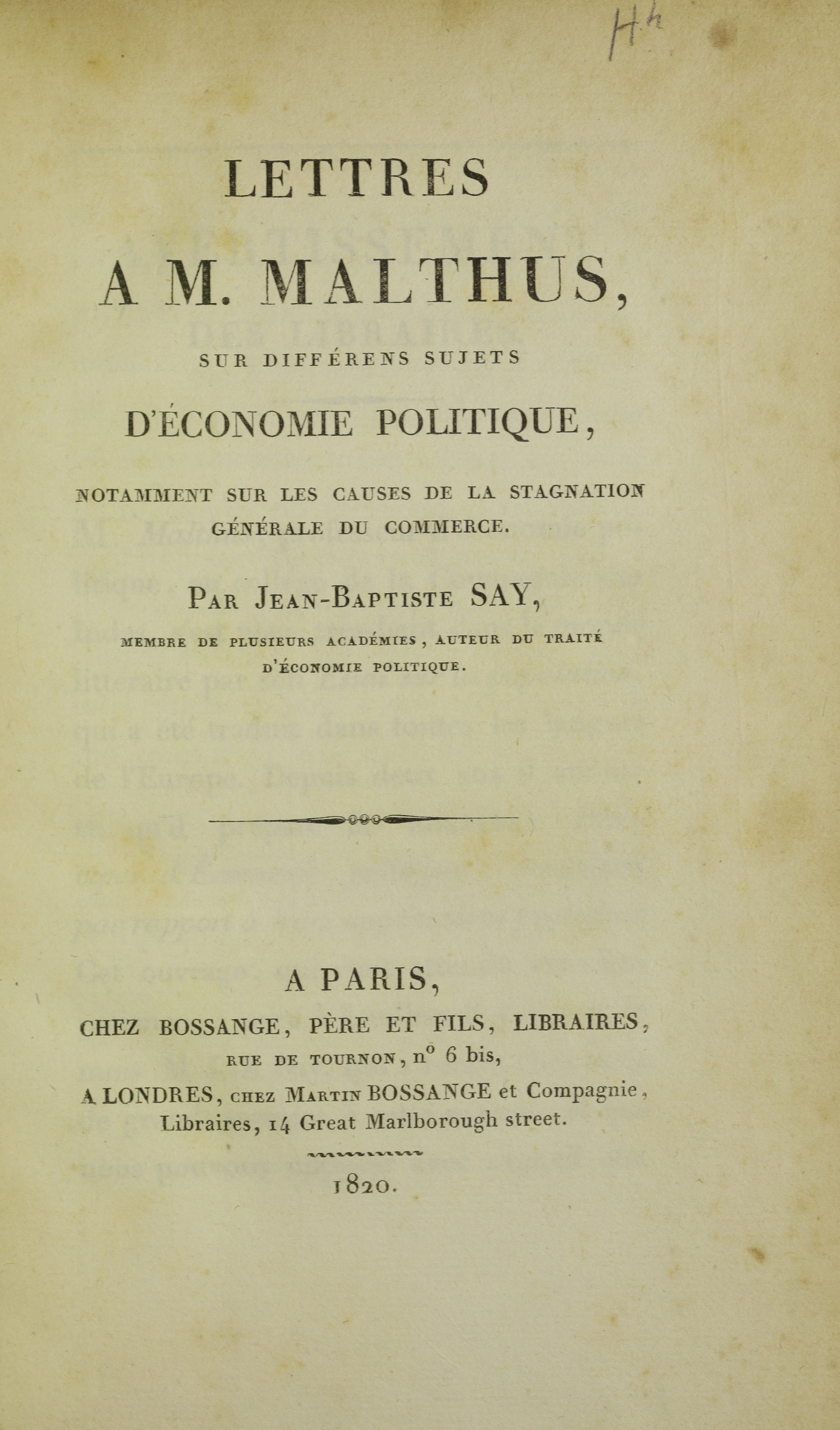
Lettres a M. Malthus, 1820

## Список произведений
- Traité d'économie politique ou simple exposition de la manière dont se forment, se distribuent et se composent les richesses.
  - Сокращенное учение о государственном хозяйстве или Дружеские разговоры, в которых объясняется, каким образом богатство производится, делится и потребляется в обществе / пер. Н. Р. Политковского. — СПб., 1816.
  - Начальные основания политической экономии, или Дружеские беседы о производстве, разделении и потреблении богатств в обществе. — М., 1828.
  - Трактат политической экономии  / пер. Е. Н. Каменецкой. — М. : К. Т. Солдатенков, 1896. — 400 с. разд. паг. — (Библиотека экономистов; Вып. 6). — С. 1—112.
  - Трактат политической экономии / Сост., вступ. ст. и коммент. М. К. Бункиной и А. М. Семенова. — М.: Акад. нар. хоз-ва при Правительстве Рос. Федерации : Дело, 2000. — 229, [1] с. : портр. — (Политическая экономия: ступени познания). — ISBN 5-7749-0190-4.
- О торговом балансе. — СПб., 1816.
- Об Англии и англичанах. Рассуждение о государственном хозяйстве = De l'Angleterre et des Anglais. — СПб., 1817.
- Рассуждения о политической экономии. — СПб., 1827.
- Катехизис политической экономии, или Краткое учение о составлении, распределении и потреблении богатства в обществе = Catéchisme d'économie politique. — СПб.: тип. III Отд-ния Собств. е. и. в. канцелярии, 1833. — XIV, [2], 255 с.
- Cours complet économie politique pratique. — 1828-1829.